# Ніч великої спеки (фільм)
«Ніч великої спеки» — британський науково-фантастичний фільм жахів, випустила Планета кіно 1967 року. Фільм знято за однойменним романом Джона Лаймінтона, що вийшов 1959 року.
Режисер фільму Теренс Фішер. У фільмі знялися Крістофер Лі, Пітер Кушинг і Джейн Мерроу.
У США фільм був показаний взимку 1971 року на Maron Films під назвою Острів палаючих приречених (Island of the Burning Damned). На плакатах його сплутали з фільмом 1966 року «Острів страху» в якому тільки що знявся Пітер Кушинг. Назву змінили лише через рік після демонстрації на американському телебаченні фільму «Острів палаючих приречених».

## Сюжет
Джефф і Френкі Каллум відкривають готель і таверну «Свон» на віддаленому шотландському острові Фара. Письменник Джефф у вільний час, наймає секретарку Анджелу Робертс. Невідомі Френкі, Джефф та Анджела — це колишні коханці.
Каллумна переїхав на острів Фара, щоб Джеф не мав амурних стосунків з Анджелою (хоча наскільки відомо Френкі, вона хотіла втекти від нудьги міського життя на материку). Втім, Анджела хоче відновити свій роман з Джефом, попри те, що Джефф не хоче мати нічого спільного з нею.
Хоча в середині листопада острів Фара переживає душну і незрозумілу хвилю спеки, температура якої у 90-х роках зростає щодня. Стало настільки жарко, що автомобілі зупиняються, пивні пляшки розриваються, телевізори вибухають, а телефони перестають працювати. 
У цю напружену ситуацію потрапляє доктор Годфрі Генсон, таємничий вчений з материка, який орендує кімнату на Своні. Генсон витрачає свій час на вивчення острова, створює чутливі до руху камери та збирає зразки ґрунту.
Місцеві жителі, включаючи Каллузи, знаходять все це підозрілим, особливо те, що на Фарі відбувається набагато більше, ніж просто спека та поява Г.Генсона.
Безпритульна людина згорає живцем у печері через високочастотний звук, що дзижчав. Пізніше фермер Бен Сідел стверджує, що всі його вівці мертві. Г.Генсон досліджує мертвих овець, і виявляє, що їх трупи сильно обгоріли.
На Боба Гейворда, який їхав з «Свану» до міста, напало щось незрозуміле. Він зірвався після того, як був засліплений яскравим світлом, яке також створило достатньо тепла, щоб запалити бензобак автомобіля.
Джефф, нарешті притискає Генсона і вимагає від нього відповідей. За словами вченого, острів Фара є місцем вторгнення інопланетян, температура яких спалює будь-яку живу істоту, яка знаходиться близько до них. Джефф і Генсон намагаються зупинити інопланетян за допомогою місцевого лікаря Вернона Стоуна.
Доктор Стоун намагається дістатися до радіолокаційної станції Фара, щоб сповістити материк про вторгнення, але інопланетяни  його підстерегли і вбили. Хансон намагається також це зробити, але з слів дружини Боба Стелли Гейворд, яка бачила його смерть, розумію, що інопланетян приваблює світло. На радіолокаційній станції він дізнається, що інопланетяни вже знищили все їхнє комунікаційне обладнання, що унеможливлює викликати допомогу.
Швидко розробивши план, Генсон кличе Джеффа, Френкі та Анджелу до радіолокаційної станції. Він з Фостером підпалив тюки сіна в полі, щоб виманити інопланетян. Інші, у цей час, заклали динаміт в полі, сподіваюся, знищити інопланетян.
Втім, цей план зазнає невдачі. Фостер загинув. В оточенні смертоносних інопланетян, ситуація виглядає безнадійною. Однак, ударяє блискавка, чути грім, починається дощ. Дощ приносить смерть інопланетянам.

## В ролях
| Актор/Актриса | Роль                |
| ------------- | ------------------- |
| Крістофер Лі  | Доктор Хенсон       |
| Патрік Аллен  | Джефф Каллум        |
| Пітер Кушинг  | Д-р Вернон Стоун    |
| Сара Лоусон   | Френкі Каллум       |
| Джейн Мерроу  | Анджела Робертс     |
| Вільям Лукас  | Кен Стенлі          |
| Кеннет Коуп   | Тінкер Мейсон       |
| Персі Герберт | Джеральд Фостер     |
| Томас Хіткот  | Боб Хейуорд         |
| Ганна Тернер  | Стелла Гейворд      |
| Джек Блай     | Бен Прісцилла Отані |
| Сідні Бромлі  | Старий Бродяга      |

## Виробництво
Фільм знятий на основі роману, який був адаптований для телебачення ITV у 1960 році. Він був призначений для використання на ТБ з деякими прикрашеними фактами, але інвесторам було потрібно декілька змін. Тому низка письменників почала працювати над ним. Знімання фільму відбувалося на студії Pinewood.